# Line Kruuse
Line Kruuse (født 1982 i Korsør) er en dansk model, som repræsenterede Danmark i Miss World 2007 i Kina.
Line er bosat i Korsør.
Line har også deltaget i Miss Topmodel of the World 2008 i Tyskland.